# Dirty Lines
Dirty Lines ist eine niederländische Dramaserie, die am 8. April 2022 weltweit auf dem Streaming-Dienst Netflix veröffentlicht wurde. Die Serie wurde von Pieter Bart Korthuis entwickelt und basiert auf dem Buch 06-Cowboys von Fred Saueressig.

## Inhalt
Die Serie spielt im Amsterdam der 1980er Jahre. Im Mittelpunkt steht die junge Psychologiestudentin Marly Salomon, die bei einem Start-up zu arbeiten beginnt, das die ersten Telefonsex-Hotlines Europas aufbaut. Die Firma wird von den Brüdern Frank und Ramon Stigter gegründet, die mit ihrer innovativen Geschäftsidee eine völlig neue Branche erschaffen.
Während sich die Firma zunehmend in einem Spannungsfeld zwischen Geschäftssinn, Ethik, Technologie und sexueller Befreiung bewegt, wird auch Marlys Weltbild herausgefordert.

## Besetzung und Synchronisation
Die deutschsprachige Synchronisation entstand nach den Dialogbuch von Verena Ludwig sowie unter der Dialogregie von Mike Betz durch die Synchronfirma VSI Synchron GmbH.
| Rolle            | Schauspieler         | Synchronsprecher     |
| ---------------- | -------------------- | -------------------- |
| Marly Salomon    | Joy Delima           | Giovanna Winterfeldt |
| Frank Stigter    | Minne Koole          | Tim Schwarzmaier     |
| Ramon Stigter    | Chris Peters         | Ricardo Richter      |
| Janna van Raalte | Julia Akkermans      | Amelie Plaas-Link    |
| Natasja Stigter  | Charlie Chan Dagelet | Lea Kalbhenn         |
| Anoek Stigter    | Abbey Hoes           | Larissa Koch         |
| Leon DeWolff     | Benja Bruijning      | Florian Halm         |
| Mischa Brandt    | Joes Brauers         | Amadeus Strobl       |

## Produktion
Dirty Lines wurde von der Produktionsfirma Fiction Valley produziert und von Pieter Bart Korthuis kreiert. Gedreht wurde hauptsächlich in Amsterdam. Die Serie besteht aus sechs Episoden mit einer Laufzeit von jeweils etwa 45 Minuten und wurde am 8. April 2022 auf der Streaming-Plattform Netflix veröffentlicht.